# Brown Sugar
"Brown Sugar" er den første sang, og den første single fra det engelske rock ’n’ roll band The Rolling Stones album fra 1971 Sticky Fingers.

## Inspiration og indspilning
Selvom sangen blev krediteret, ligesom de fleste af The Stones sange, til sanger Mick Jagger og guitarist Keith Richards, var sangen hovedsagelig et arbejde fra Jagger, der skrev den under indspilningen af Ned Kelly i 1969 . Originalt indspillet over en tre dags periode på Muscle Shoals Sound Studio i Alabama i december 1969, men sangen blev ikke udgivet før over et år senere, på grund af problemer med bandets tidligere pladeselskab. 
I opsamlingsalbummet Jump Backs bagsidetekst fra 1993 sagde Jagger:” Teksten var en kombination af stoffer og kvinder. Denne sang var et meget øjeblikkeligt højdepunkt.” 
En alternativ version af sangen blev indspillet den 19. december 1969 på Olympic Studios i London, efter (eller under) en fødselsdagsfest for Richards. På den optræder Al Kooper på klaver, og Eric Clapton på lead guitar. Richards synger det første vers, og kraftig kor i resten af sangen .

## Udgivelsen
”Brown Sugar” blev udgivet i maj 1971, som den første single fra det album. Det blev et nummer 1. hit i USA, og nummer 2. i England og er siden blevet et klassisk rock radio hit. Mens den amerikanske single kun havde “Bitch” som b-side, havde den engelske både det og en live udgave af Chuck Berrys “Let It Rock”, optaget på University of Leeds under 1971 tour i England.
Når The Rolling Stones optræder live med ”Brown Sugar” ændrer Jagger ofte teksten fra, "Just like a young girl should," til, "Just like a young man should." Linjen, "Hear him whip the women just around midnight," bliver oftet ændre til den mindre offensive, "You shoulda heard him just around midnight ." Dette findes på deres live albums Love You Live, Flashpoint og Live Licks.
Denne sang er også bemærkelsesværdig da det er den første single, der blev udgivet af Rolling Stones Records, og er en af to Rolling Stones sange (den anden er “Wild Horses”) hvor rettighederne både tilhører bandet og den tidligere manager Allen Klein (er resultat af forskellige forretningsaftaler), og dette betyder at versionen også findes på albummet Hot Rocks 1964-1971.
Rolling Stone magazine stemte den ind på en 490. plads på deres liste over de 500 bedste sange .

### Fodnote
1. ↑  "Cover Story: Jagger Remembers : Rolling Stone". Arkiveret fra originalen 5. december 2009. Hentet 3. oktober 2007.
2. ↑  Brown Sugar
3. ↑  YouTube – Broadcast Yourself
4. ↑  "Brown Sugar : Rolling Stone". Arkiveret fra originalen 23. oktober 2007. Hentet 3. oktober 2007.